# Tserendschawyn Öldsiibajar
Tserendschawyn Öldsiibajar (mongolisch Цэрэнжавын Өлзийбаяр, englisch Tserenjavyn Oelziibayar; * 2. Mai 1946) ist ein ehemaliger mongolischer Sportschütze.
Er nahm an den Olympischen Sommerspielen 1972 in München und 1976 in Montreal teil. Beide Male trat er im Wettkampf mit der Freien Pistole an. 1972 belegte er Platz 35, vier Jahre später Platz 36.